# Ritzprüfgerät

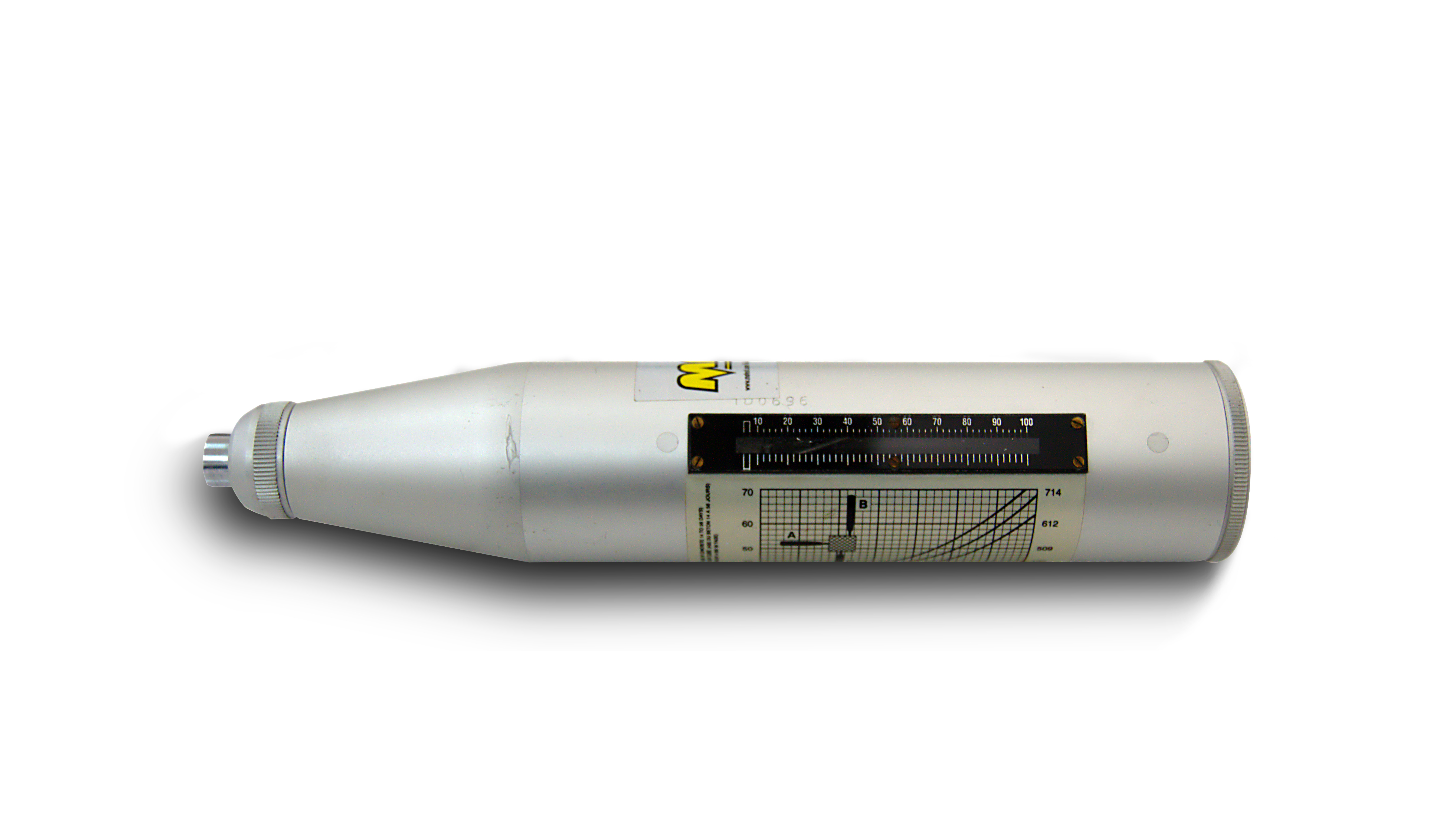
Ein Ritzprüfgerät zur Härteprüfung an Beton

Mit einem Ritzprüfgerät (auch Ritzhärteprüfer, Härtemesser oder Sklerometer) werden Lack- oder Kunststoffoberflächen für eine Prüfung mit kleinen Einschnitten (Ritzen) versehen, um in Simulationen Ritz-, Kratz- und Schnittbeanspruchungen nachzuempfinden. Diese Prüfungen werden z. B. für Korrosionsuntersuchungen an beschichteten Metalloberflächen durchgeführt.
Ritzprüfgeräte gibt es als Handgeräte oder mit elektromotorischem Antrieb.
August Seebeck baute 1833 ein Sklerometer, das aus einem gleicharmigen Hebel besteht, dessen eine Seite mit einem vertikalen Stahlstift oder eine Diamantspitze bestückt und durch aufgelegte Gewichte belastet werden kann. Das auf einem Wagen befestigte Mineral (auch Metall oder Baustoffe) wird unter dem Stahlstift horizontal fortgeschoben, nachdem die Stahlspitze derart belastet ist, dass sie einen feinen Riss erzeugt. Die Gewichte ergeben unmittelbar die Härte. Das Sklerometer war zu Beginn des 20. Jahrhunderts das Instrument der Wahl in der Mineralogie, dessen Funktionsprinzip sich seit dem frühen neunzehnten Jahrhundert kaum verändert hatte, obwohl es verfeinert worden war.